# (4294) Horace
(4294) Horace, désignation internationale (4294) Horatius, est un astéroïde de la ceinture principale.

## Description
(4294) Horace est un astéroïde de la ceinture principale. Il fut découvert par Cornelis Johannes van Houten et Tom Gehrels le 24 septembre 1960 à l'observatoire Palomar. Il présente une orbite caractérisée par un demi-grand axe de 2,8 UA, une excentricité de 0,024 et une inclinaison de 4,87° par rapport à l'écliptique.
Il fut nommé en hommage à Horace, poète latin né à Vénose dans le sud de l'Italie.

## Compléments